# El Bus TV
El Bus TV es un medio de comunicación independiente venezolano, fundado en Caracas el 27 de mayo de 2017, que busca defender el derecho a la información y lucha en contra de la censura gubernamental. El Bus TV basa su trabajo en el periodismo offline, hiperlocal y de servicio.

## Historia
El Bus TV nació en plena oleada de protestas en Venezuela en 2017, el 27 de mayo, justo cuando se cumplían 10 años de cierre de RCTV. En ese contexto social, un equipo conformado por Laura Helena Castillo, Claudia Lizardo, Abril Mejías Romhany, María Gabriela Fernández, Víctor Rodríguez y Nicolás Manzano decidió salir a informar adentro de los buses de Caracas sobre lo que estaba pasando en la calle. La forma de hacerlo fue a través de la simulación de un noticiero televisivo, con un marco de cartón que representaba la pantalla de una televisión. Detrás del marco, la reportera María Gabriela Fernández leía, en un guion preparado por los periodistas, las noticias más importantes para el país, ese día. Los pasajeros respondieron aplaudiendo cada una de las emisiones que el equipo narró. Así, El Bus TV dio a conocer su trabajo y se expandió a otras ciudades de Venezuela. Medios de todos lados del mundo reseñaron esta iniciativa periodística, como BBC, The Wall Street Journal, The New York Times, El País, Clarín, CNN en Español, Voz de América, O Globo de Brasil, El Comercio de Perú, El Tiempo de Colombia, TheJournal.ie de Irlanda, Népszava de Hungría, entre otros. 

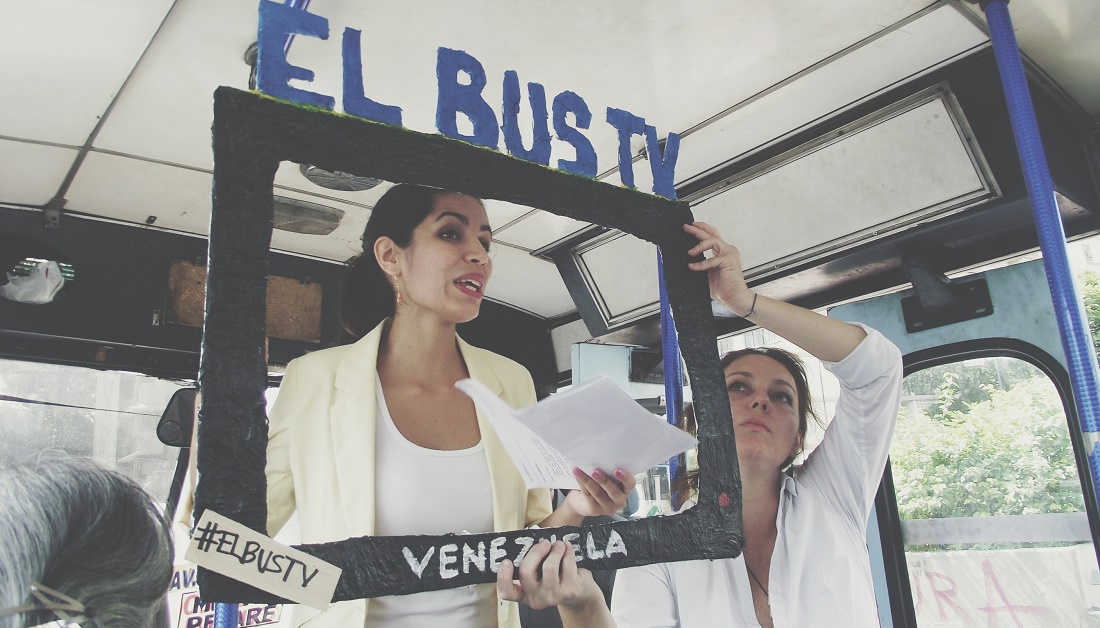
En la primera emisión de El Bus TV, en Caracas, Venezuela, (mayo, 2017)

En 2018 El Bus TV fue elegido entre los 10 trabajos y proyectos periodísticos más innovadores del continente en los Premios Gabo de la Fundación para el Nuevo Periodismo Iberoamericano Gabriel García Márquez en la categoría de Innovación. En su sexta edición fueron postulados 1.714 trabajos.
En 2019 la revista Time publicó una nota sobre la censura en Venezuela y El Bus TV fue catalogado como uno de los métodos más llamativos para protestar contra la censura e informar en Venezuela.

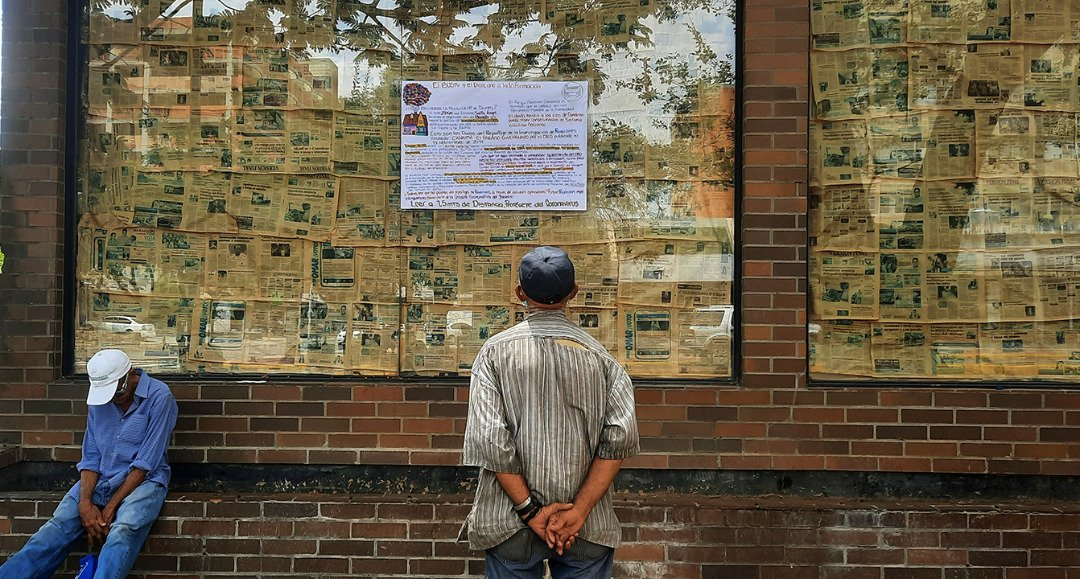
Entre 2018 y 2019 dejaron de circular los tres principales diarios del Zulia por falta de papel. Sus viejas ediciones cubren vidrios de locales cerrados. Este papelógrafo fue puesto por El Bus TV en Maracaibo (marzo, 2021)

A raíz de la pandemia del coronavirus, El Bus TV tuvo que reinventar su manera de comunicarse, ya que la labor de los autobuses se paralizó en el país. Fue así como a principios de 2020 nacieron los papelógrafos del medio0: en un papel grande los reporteros escriben a mano información investigada por el equipo, usando fuentes propias y de medios independientes. El Centro Pulitzer catalogó el trabajo de los papelógrafos que se hicieron en alianza con el medio Prodavinci como una de las coberturas más importantes de 2020 durante la pandemia. También nació durante esa época La Ventana TV: un noticiero que se narra en la ventana de distintos vecinos de una comunidad.

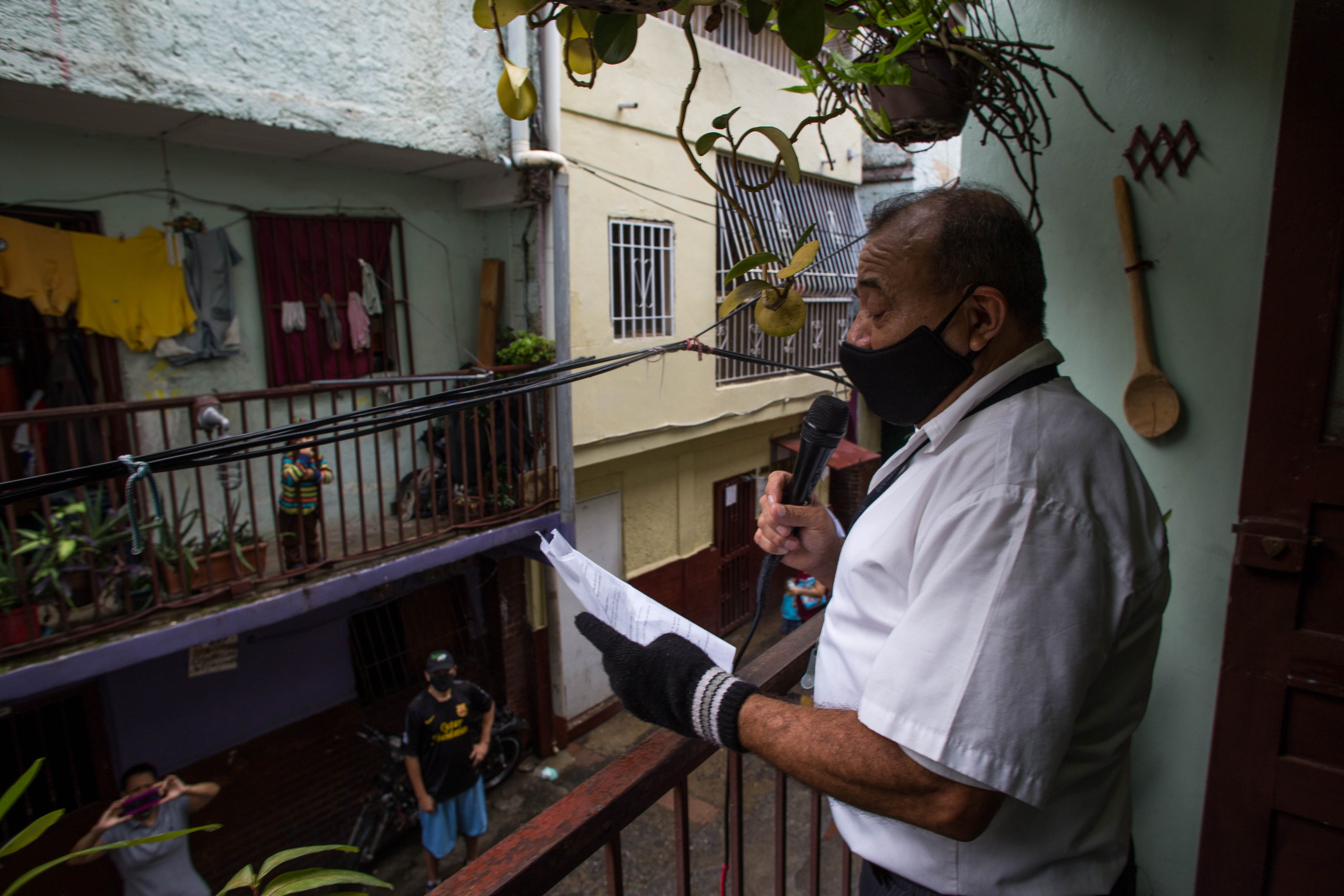
La Ventana TV. En un balcón de La Cruz, en Caracas (marzo, 2021)

Actualmente El Bus TV tiene presencia en Caracas, Miranda, Mérida, Zulia, Carabobo, Táchira, Trujillo y Bolívar. Además de las noticias más importantes a nivel hiperlocal, regional y nacional, El Bus TV realiza noticieros y papelógrafos dedicados a reportajes de investigación de medios bloqueados y amenazados, como Runrunes, Armando.Info y El Pitazo, así como contenido dedicado a explicar qué es la censura, cómo burlarla y dónde leer información veraz y confiable.[cita requerida] El Bus TV también ha realizado contenido temático en alianza con Médicos sin fronteras, Amnistía Internacional, CEDICE, Linda Loaiza, La vida de nos, Historias que laten, COFAVIC, Cania, Proyecto Nodriza, entre otros.  
En 2005 fue promulgada en Venezuela la Ley de Servicio Comunitario del Estudiante de Educación Superior, en la que se contempla la prestación obligatoria de servicio comunitario o labor social por parte de los estudiantes universitarios. Para cumplir con el objetivo de llegar a audiencias desatendidas y para estimular un modelo de periodismo social en el que la comunidad y el medio se retroalimenten, El Bus TV se presentó bajo una modalidad formativa a los alumnos de las carreras de Comunicación Social y Periodismo. A través de alianzas con universidades se incorporan a los estudiantes para que sean reporteros en sus comunidades y pongan en práctica los aprendizajes de la carrera. Bajo este modelo, El Bus TV tiene alianzas con UCAB Caracas, UCAB Guayana, ULA Mérida, ULA Táchira, ULA Trujillo, Universidad Arturo Michelena y UCV.
Actualmente el equipo central está conformado por las periodistas Laura Helena Castillo, Abril Mejías Romhany, Florantonia Singer, Andrea Quintero, Katherine Rosas, Roximar Tovar y Andrea Bello.